# Michael Lumb
Michael Lumb, född 9 januari 1988, är en dansk fotbollsspelare. 

## Karriär
Lumb spelade mellan 2005 och 2010 i danska Aarhus Gymnastikforening, men bytte i januari 2010 till Zenit St. Petersburg och skrev på ett treårskontrakt. Lumb har bland annat fått utmärkelsen Årets danska ungdomsfotbollsspelare 2008.
Den 4 januari 2021 värvades Lumb av Brøndby, där han skrev på ett ettårskontrakt. I slutet av 2021 lämnade Lumb klubben i samband med att hans kontrakt gick ut.

## Meriter
- Årets danska ungdomsfotbollsspelare: 2008